# Bitva u Arsufu
Bitva u Arsufu (též bitva u Arsoufu) - byla významným vítězstvím anglického krále Richarda I. Lví srdce, jednoho z čelních vůdců třetí křížové výpravy, nad muslimským vládcem Saladinem. Její význam spočívá zejména v tom, že to bylo první velké vítězství křižáků nad Saladinem od bitvy u Hattínu a více méně otevřelo cestu pro vyjednávání mezi oběma kulturami, které vyvrcholilo zpřístupněním Božího hrobu západním poutníkům.
Po kapitulaci Akkonu v červenci roku 1191, se Richard I. vydal na pochod k jihu Palestiny. Aby mohl znova dobýt Jeruzalém, bylo pro něj velmi důležité zmocnit se přístavního města Jaffa. Saladin, kterému se právě podařilo vypudit křižácká vojska z téměř celého území Svaté země, shromáždil svou hlavní vojenskou moc u města Arsufu a rozhodl se zde svést s křižáky rozhodující bitvu. Kristovým vojákům trvalo za krajně vysilujících pochodů a stálého atakování Saladinovým jezdectvem dosáhnout místa střetnutí celých čtrnáct dní, ale i přesto byli schopní muslimského panovníka drtivě porazit.

## Pochod na jih

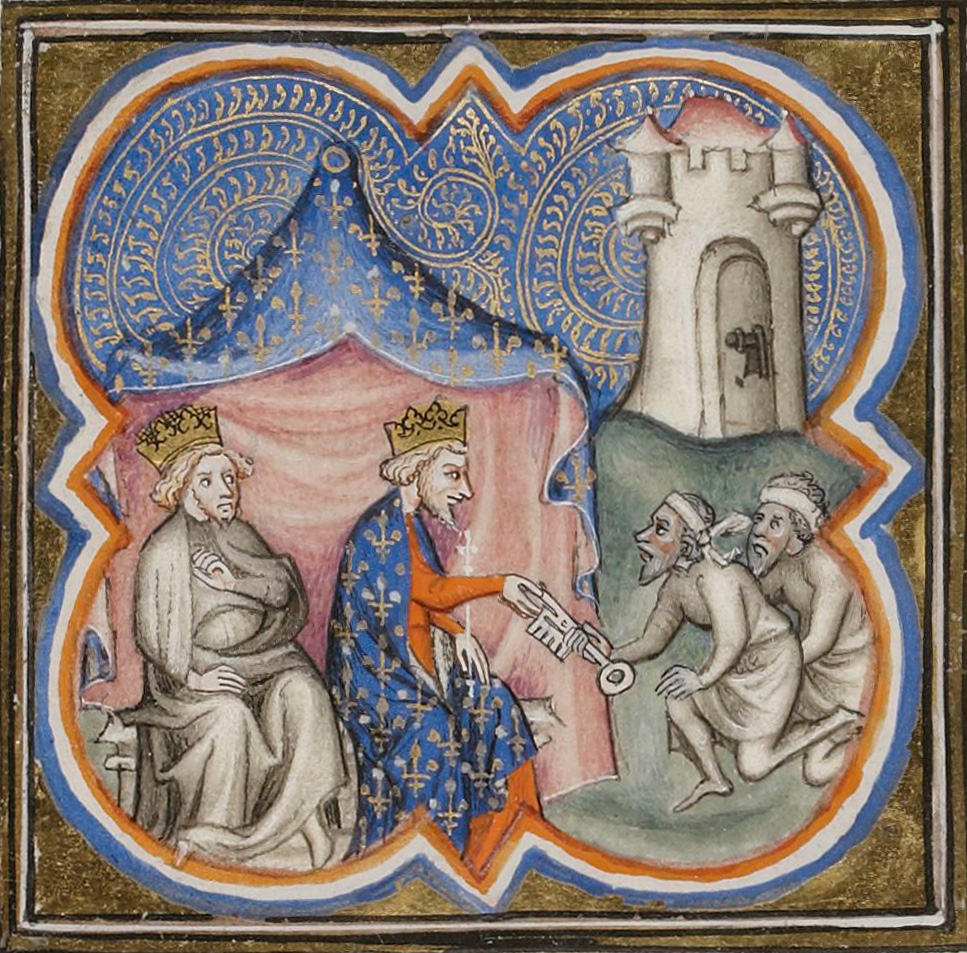
Králové Richard Lví srdce a Filip II. přijímají kapitulaci Akkonu (Grandes Chroniques de France)

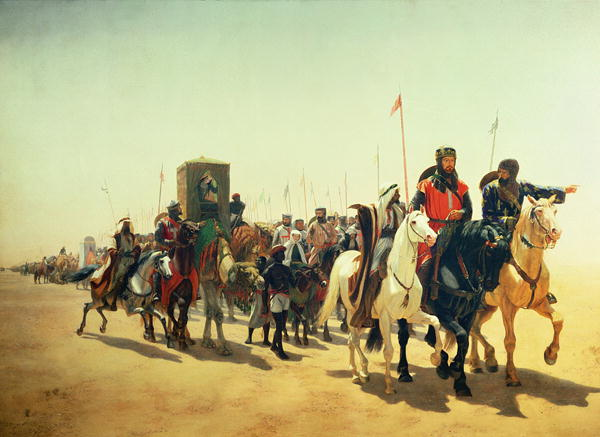
Král Richard v čele výpravy

24. srpna roku 1191 vyrazil Richard I. se svou armádou po pobřežní cestě na jih k Jaffě a Askalonu. Po opuštění Akkonu byli jeho muži soustavně odstřelováni šípy vystřelenými zpoza pahorků nebo obtěžováni drobnými přepady saladinových jezdců. Zadní voje, tvořené francouzskými rytíři pod vedením burgundského vévody Huga, byly dokonce v jednu chvíli obklíčeny a odříznuty od hlavní armády. Pouze díky Richardově včasné pomoci se jim podařilo prstencem záškodníků prorazit. Vzhledem k přetrvávajícímu nebezpečí, byli od té doby pověřováni obsazováním nebezpečných a odpovědných pozic na čele vojska a v jeho zadním voji pouze členové rytířských řádů templářů a johanitů. Hlavní odpovědnost za obranu pochodových linií pak připadla pěchotě. Těchto zhruba 14 000 ozbrojenců bylo rozděleno do dvou pochodových proudů. Mezi nimi se přesunovala jízda a ekvipáže. Navíc po celé dlouhé linii byli rozmístěni střelci z kuší, kteří drželi v šachu neustále dotírajícího protivníka. Richard obě křídla pravidelně střídal. Jeden den vojáci odolávali neustálým útokům muslimů, zatímco ten druhý pochodovali v relativním bezpečí podél pobřeží. Zodpovědnost za zásobování armády převzalo silné křižácké loďstvo, které brázdilo Středozemní moře po pravici kristových bojovníků a dodávalo jim potraviny a vodu kdekoliv to profil pobřeží jen trochu dovoloval. Podmínky pochodu byly mimořádně kruté, a to především právě pro pěší vojsko. Horko se stávalo pro muže, kteří dlouhé hodiny vláčeli těžkou zbro], téměř nesnesitelným a mnoho z nich následkem přehřátí a žízně zemřelo. Proto jim Richard dopřával během dne mnoho přestávek, které střídal s krátkými pochody. Křižákům trvalo čtyři dny než se dostali do města Haify, vzdáleného od Akkonu pouhých 16 kilometrů. V Haifě si křižáci odpočinuli a zanechali zde vše nepotřebné. Záhy pokračovali dál k městu Caesarea, ke kterému dorazili poslední den měsíce srpna. Město sice bývalo obehnáno opevněním, ale Saladinovi vojáci ho zcela pobořili. Křižákům tak nezbylo nic jiného, než postupovat stále kupředu a zastavovat pouze u vodních toků, kde se tažné zvířectvo, koně a muži, dehydratování po celodenním pochodu, mohli dostatečně napojit. 5. září se Richard I. setkal se Saladinovým bratrem Malikem. Za podmínek, že muslimové podstoupí křižákům celou Palestinu, byl ochoten přistoupit na příměří. Uražený Malik, který nedokázal na tuto troufalost odpovědět, ihned rokování ukončil a odjel zpět k bratrovi.
Když křižácké vojsko dorazilo na dotek s hlavní armádou nepřítele, Richard zjistil, že se Saladin snaží vynutit si bitvu v otevřeném terénu, který byl vhodný pro jeho jízdní oddíly. Taková krajina se rozkládala právě poblíž Arsufu. Navíc se zde rozprostíral zalesněný pobřežní pás, v němž bylo možné připravit křižákům překvapení buď tím, že by sem Saladin umístil skryté houfy nebo by les, při postupu křižáků, mohl zapálit. S tím vším však Richard I. počítal a byl pevně rozhodnut bitvu přijmout.

## Armády

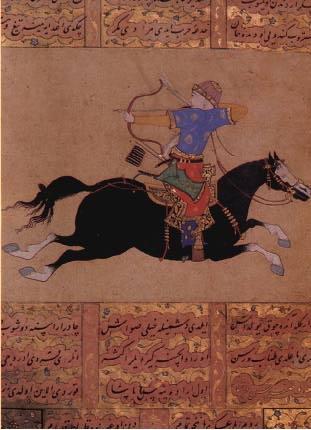
Jízdní lučištník ze středověké turecké kroniky

### Křižáci
Křižácký pěší ozbrojenec byl obvykle vystrojen ve lněném kabátci a na hlavě nosil koženou nebo kovovou přilbu. K jeho výzbroji patřilo těžké kopí, válečná sekera, kyj nebo krátký meč. V boji byla křižácká pěchota velmi tvrdým protivníkem schopným klást urputný odpor. Díky víře a pevnému přesvědčení o správnosti svého poslání bojovala s neumdlévajícím hrdinstvím. Pokud byli pěší bojovníci přinuceni okolnostmi k ústupu, nepřítel je ohrožoval z týla nebo si to strategie boje vyžadovala, byli schopni bojovat i zády ve směru pochodu. Pružnost křižácké pěchoty učinila velký dojem i na muslimské kronikáře:
| „             | Jejich pěchota seřazená před jízdou stála pevně jako zeď a každý voják měl na sobě polštářovaný kabát a kroužkové brnění tak silné a pevné, že proti němu byly naše šípy neúčinné. Viděl sem muže, kteří v sobě měli jeden až deset šípů, a přitom se plahočili dál spolu s jejich kolonami... | “ |
| — Beha al-Din | |   |

Zbroj rytířů na koních představovala zejména těžká kroužková košile, která většinou kryla celé tělo. Pod tímto drátěným pancířem měli na sobě navlečené plátěné prádlo, koženou kazajku a kožené nohavice. Ke zbraním rytíře patřilo lehké kopí, dlouhý dvoubřitý meč a těžká válečná sekera. V bitvě u Arsufu sehráli velkou roli i rytíři vojenských řádů, jejichž morálka a přísná disciplína v bitvě dovolila těžkou jízdu využívat k velmi složitým bojovým operacím.

### Muslimové
Saladinova armáda byla velice kosmopolitní a bojovali v ní muži celé jeho říše. Jádro jeho vojska tvořila těžká a lehká jízda. Itinerarium, další popis určitého svědka, přibližuje nebezpečí, které představovaly střely muslimů:
| „             | Stále se drželi vedle naší postupující armády, snažili se nám způsobit škody, stříleli po nás šipkami a šípy, které přilétali v takovém množství, jako by to byl déšť. Běda! Mnoho koní padlo k zemi zasaženo střelami, mnoho jich bylo vážně zraněno a zemřeli mnohem později! Množství šipek a šípů bylo takové, že tam, kde armáda procházela, jste nemohli najít místo o velikosti čtvereční stopy, do něhož by nebyl zabodnut šíp. | “ |
| — Itinerarium | |   |

Pěchota v Saladinově vojsku nebyla příliš zastoupena. Příslušníci pěších oddílů účastnící se bitvy byli většinou naverbovaní žoldnéři, kteří však dokázali na protivníka tvrdě dorážet používáním střelných a vrhacích zbraní.

## Střetnutí

Blízký východ kolem roku 1190.

Když se armáda křižáků vynořila z Arsúfského lesa, věnoval Richard mimořádnou pozornost jejímu uspořádání. Už předem ji rozdělil do pěti skupin. Do čela postavil lučištníky a teprve za ně rytířskou jízdu. Templáři zaujali postavení na pravém křídle, vedle nich stáli bojovníci z Anjou a oddíly Guye z Lusignanu a jeho bratra Geoffroie. Sám Richard se svými Angličany, střežícími Dračí standartu, a Normany zaujal postavení ve středu armády. Vlevo od něj pak stáli vlámští a místní baroni vedení Jakubem z Avesnes a Francouzi pod velením Huga Burgundského. Špitálníci (johanité) zaujali postavení na křídle levém. Obě křídla byla navíc posílena silnými oddíly pěchoty.
Saladin útočil po celý den. Nejprve do boje vyslal pěchotu, která křižáky zasypala střelami z praků i luků a lehkými oštěpy. Masa jezdectva obešla pochodovou linii křižáků zleva a neustálými útoky, zejména na týl sestavy, se pokoušela narušit její uspořádání. Řev trumpet a rachot bubínků naplňoval křesťany téměř fyzickou zuřivostí. Čas od času se přiblížila muslimská obrněná jízda a dorážela na křižáky svými palcáty na dlouhých násadách. Největší tlak doléhal na zadní voj, v němž těžce strádali johanitští rytíři, kteří ztratili mnoho koní. Jejich velmistr, Garnier de Naplous, se několikrát obrátil na Richarda s žádostí o povolení výpadu a rozprášení muslimů. Richard jeho návrhy prozatím odmítal. Čekal na chvíli, kdy budou rychlí koně muslimů unaveni, a jeho pomalejší rytíři je budou schopni dostihnout. Útok směl být proveden až ve chvíli, kdy k němu osobně vydá rozkaz. S postupujícím dnem na křižáky opět stále víc doléhala úmornost palestinského slunce. Rozvířený prach a neustálý rachot muslimských trumpet a bubnů i stoupající počet obětí, především mezi koňmi, stále více nahlodával trpělivost křižáků. Během bojů postoupili kupředu pouze o necelé tři kilometry.

## Útok

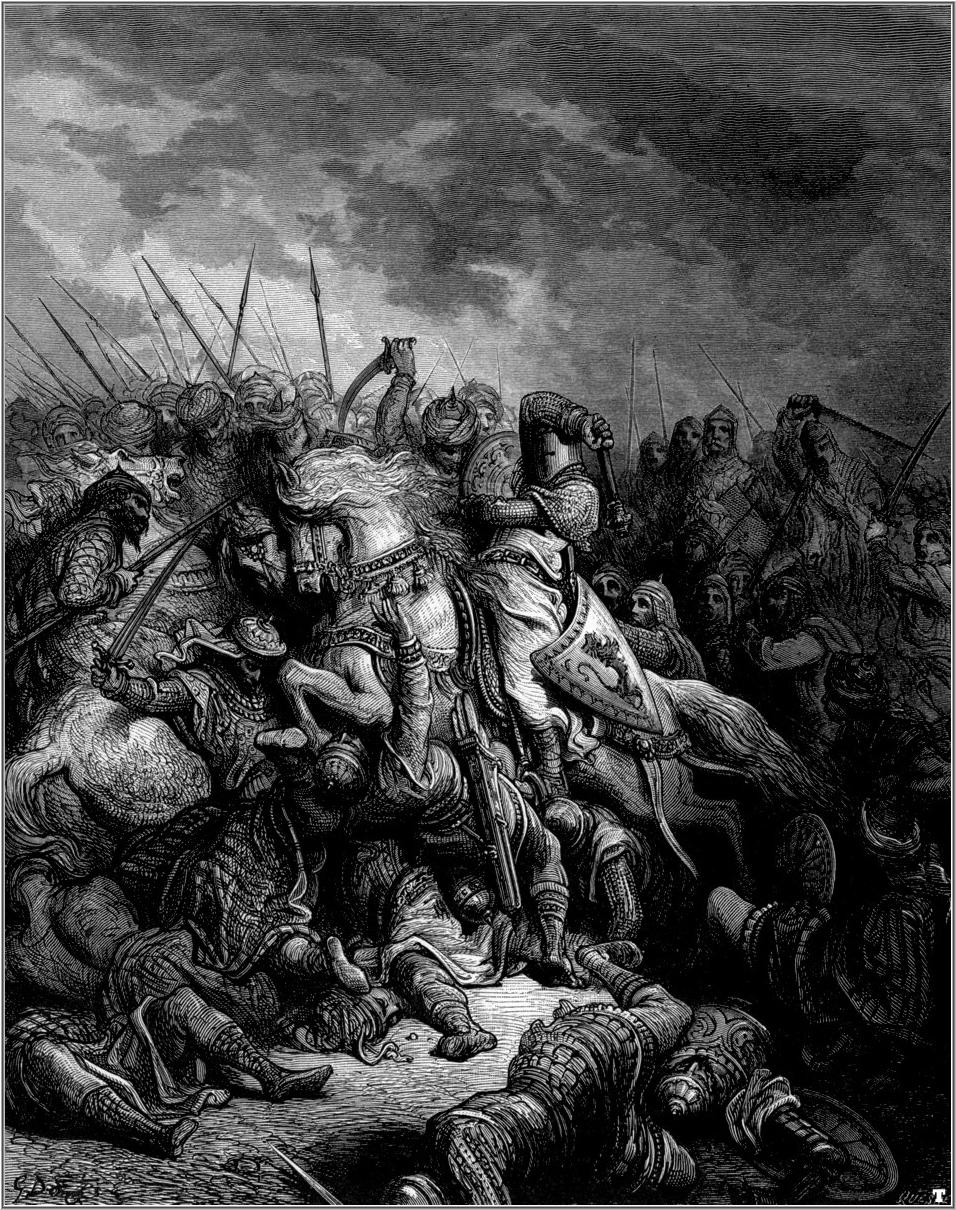
Král Richard v bitvě u Arsufu

Johanitští rytíři v zadních řadách se tlačili na francouzské oddíly před nimi a záhy hrozilo porušení pochodové formace. Velmistr johanitů navíc cítil, že již není dále schopen snášet potupu, kterou pro něj znamenalo vyčkávání bez možnosti opětování útoku. Spolu s rytířem Baldwinem z Carew se tedy rozhodl neuposlechnout Richardova rozkazu a zaútočit.
| „          | Jedním z těch dvou byl rytíř, maršál Špitálu, druhým Baldouin le Caron, statečný jako lev, druh krále anglického, který jej přivedl. Ti dva začali svůj útok se jménem Všemohoucího na rtech a křičeli hlasitě Svatý Jiří! Lidé Boží pak obrátili své koně proti nepříteli. | “ |
| — Ambroise | |   |

Zbytek Maltézských rytířů a některé francouzské oddíly se hnaly za nimi. Tento akt vzpoury však nezpůsobil katastrofu, jak by se mohlo za jiných okolností stát. Richard na neposlušnost johanitů zareagoval s ráznou rozhodností (je také docela možné, že v tuto chvíli se již sám rozhodoval o provedení protiútoku). Osobně se postavil do čela vojska a mohutným úderem během několika minut rozprášil Saladinovu armádu do všech stran.
| „             | Sám jsem viděl jejich rytíře shromážděné uprostřed pěchoty, jak v rukou třímají svá kopí a vydávají bojový pokřik jako jeden muž; pěchota se rozestoupila a oni se hnali vpřed v jediném velkém útoku všemi směry - někteří proti našemu levému křídu, jiní proti pravému a někteří proti našemu středu, dokud nedošlo k jeho zhroucení. | “ |
| — Beha al-Din | |   |

Křižáci pronásledovali prchajícího nepřítele celé míle. To pro ně byl nejnebezpečnější okamžik. Ocitli se bez podpory pěchoty, jelikož taktika muslimů závisela především na principu ústupu, rychlého shromáždění a opakovaného útoku. Richardovi se však podařilo vítězstvím opojené vojáky udržet na uzdě a nedovolil jim příliš se rozptýlit.

## Důsledky

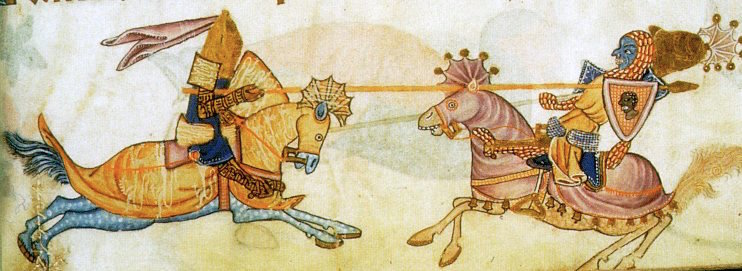
Středověké zobrazení bitvy Saladina s Richerdem Lví srdce.

Bitva u Arsufu byla sice velkým křižáckým úspěchem, avšak tento úspěch nemohl být srovnáván s drtivým vítězstvím Saladina v bitvě u Hattínu. Saladinovo vojsko, i přes ztrátu 7000 mužů, stále nebylo zničeno. Shromáždilo se již druhý den po bitvě a pro Saladina nebyl ve zdejších krajích problém naverbovat nové vojáky. I přesto se však muslimové soustředili už jen na obranu Jeruzaléma. Pro obě strany měla porážka a vítězství spíš morální účinek. Saladin se po této zkušenosti, kdy přišel o nimbus neporazitelného válečníka, již nikdy nepokusil o bitvu s Richardem na otevřeném prostranství.
Záhy po vítězství u Arsufu se Richardovi podařilo dobýt Jaffu. Zde se s vojskem na nějakou dobu usadil. Toho využil Saladin k tomu, aby rozbořil vzkvétající Askalon. Nemohl si dovolit, aby toto město padlo do rukou křižáků. K dalšímu postupu na Jeruzalém neměl Richard I. dost sil. Muslimský vládce při dalším tažení křižáků ke Svatému městu důsledně uskutečňoval taktiku spálené země a Richard dal nakonec přednost vyjednávání. Saladin tedy předložil anglickému králi mírový návrh, podle něhož zpřístupní Boží hrob západním poutníkům a uzná hranice stávajících křižáckých držav. Richard tento návrh asi po roce složité diplomacie přijal a vrátil se zpět do Anglie.